# Talsi
Talsi er beliggende i Talsis distrikt i det vestlige Letland og fik byrettigheder i 1917. Byen er kendt som "Byen på de ni bakker" – ni bakker der omgiver søerne Vilkmuiža og Talsi. Før Letlands selvstændighed i 1918 var byen også kendt på sit tyske navn Talsen.

## Kendte bysbørn
- Intars Busulis – sanger
- Madara Palameika – spydkaster
- Romāns Vainšteins – cykelrytter